# Noctueliopsis aridates
Noctueliopsis aridates är en fjärilsart som beskrevs av Barnes och Benjamin 1922. Noctueliopsis aridates ingår i släktet Noctueliopsis och familjen Crambidae. Inga underarter finns listade i Catalogue of Life.